# Phyllocrania paradoxa
Phyllocrania paradoxa är en bönsyrseart som beskrevs av Hermann Burmeister 1838. Phyllocrania paradoxa ingår i släktet Phyllocrania och familjen Hymenopodidae. Inga underarter finns listade i Catalogue of Life.

## Bildgalleri

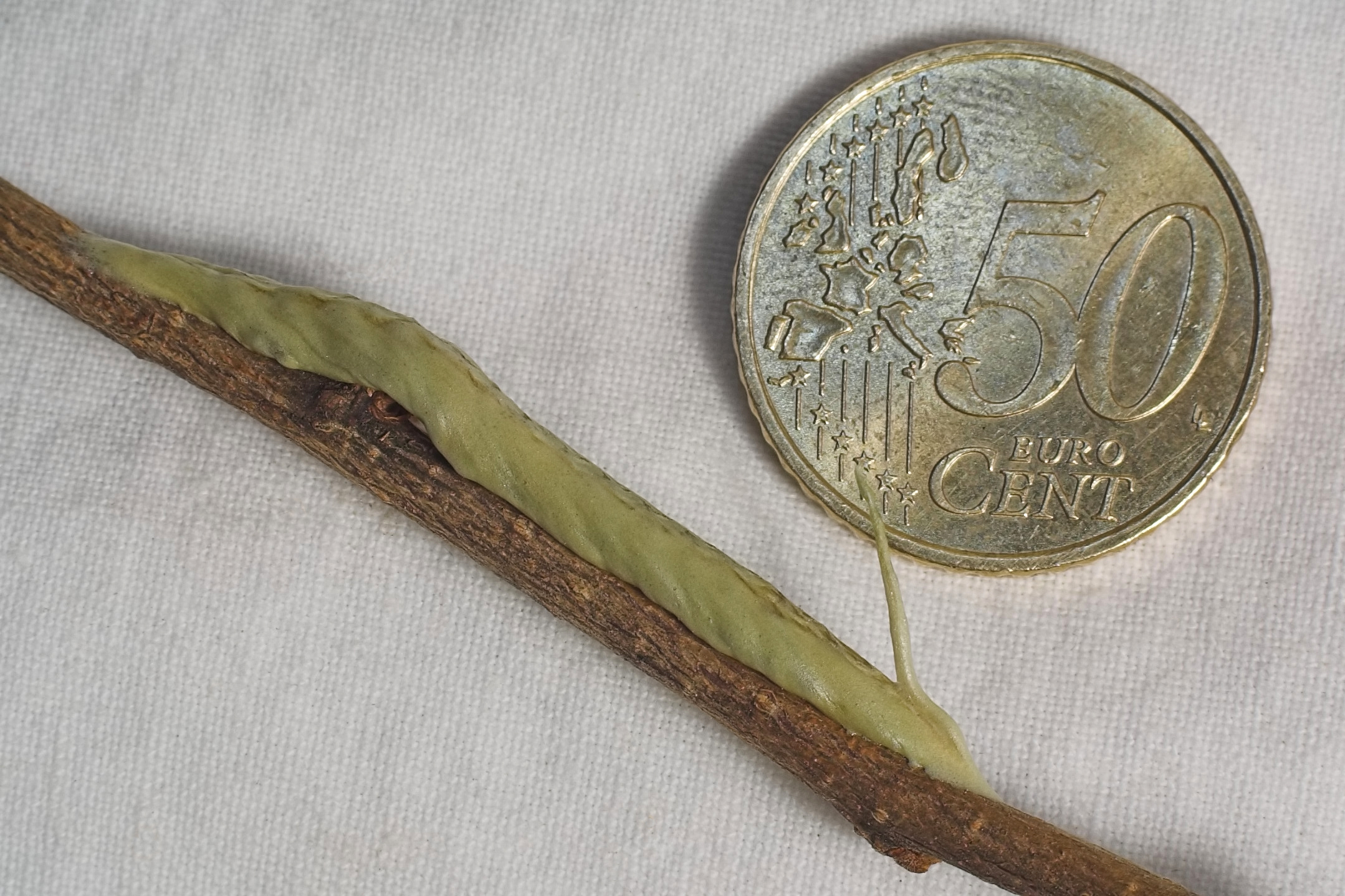
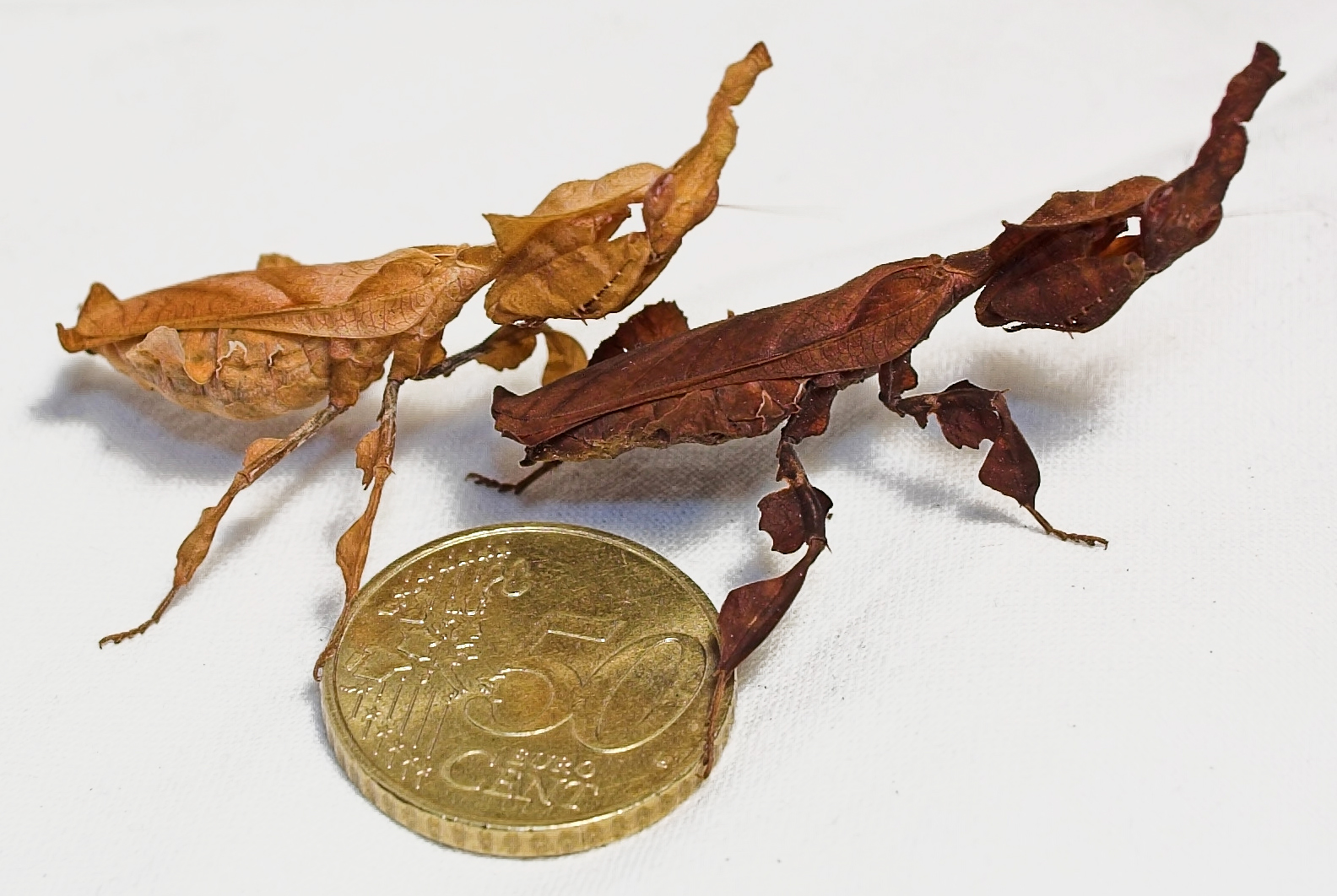
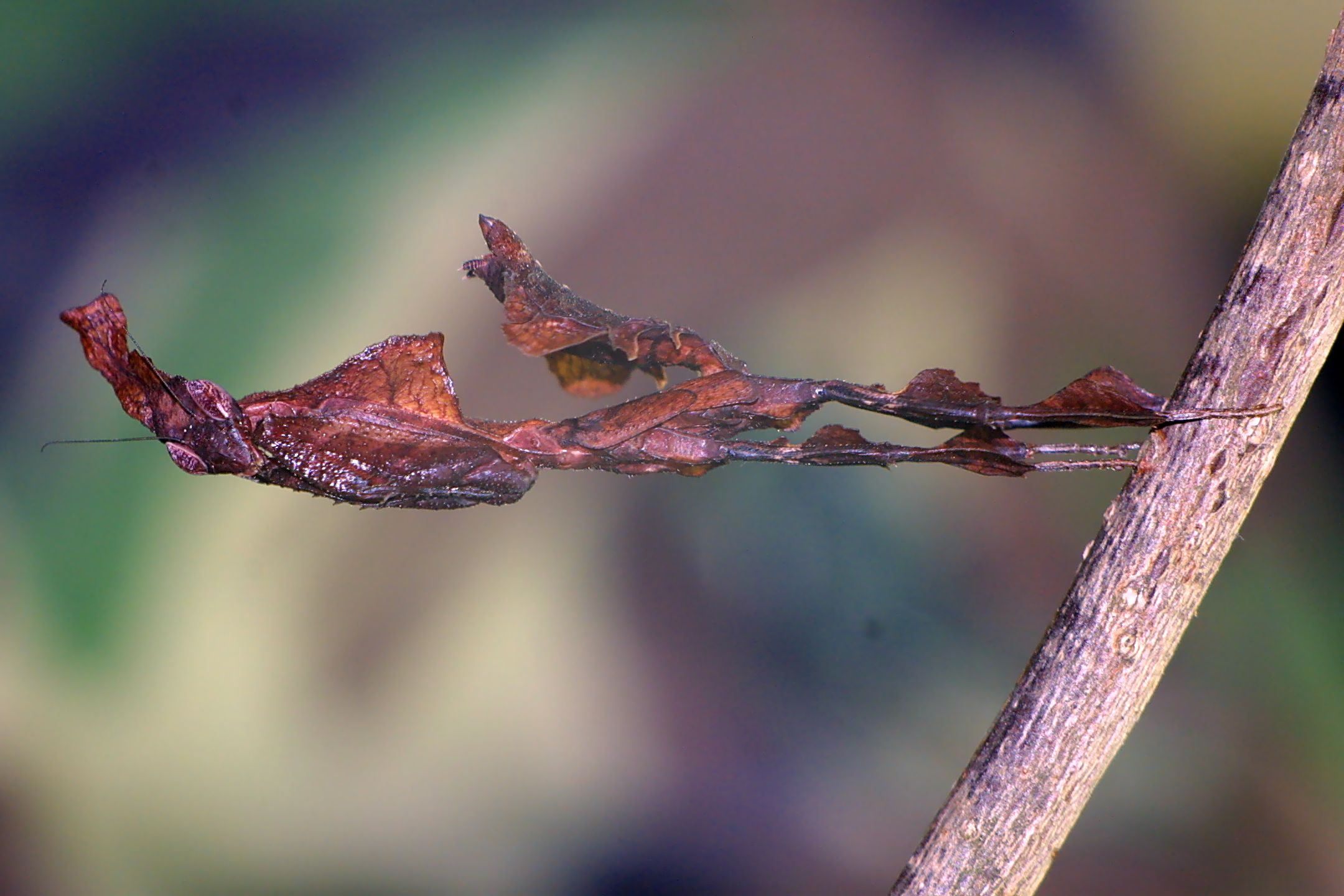
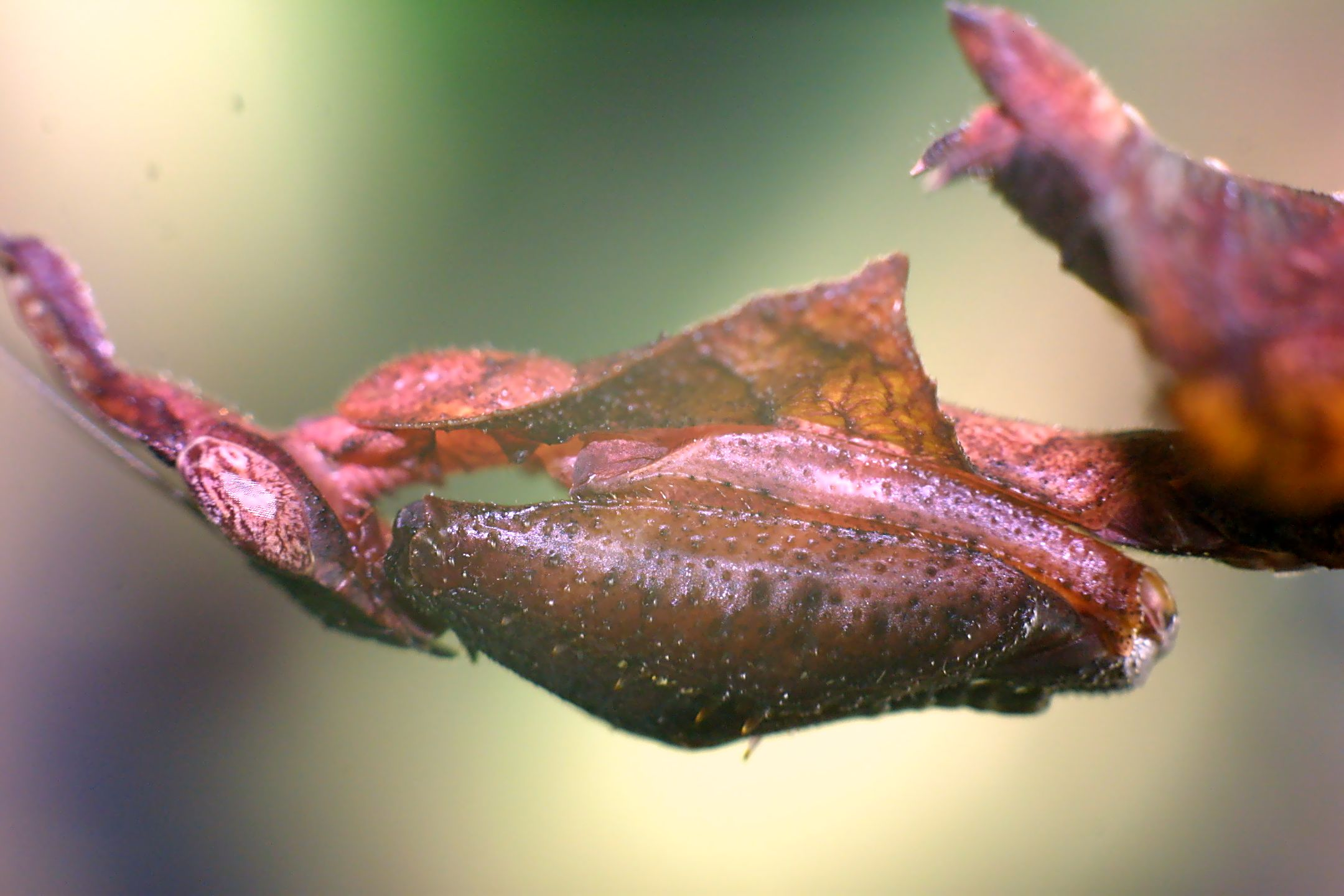
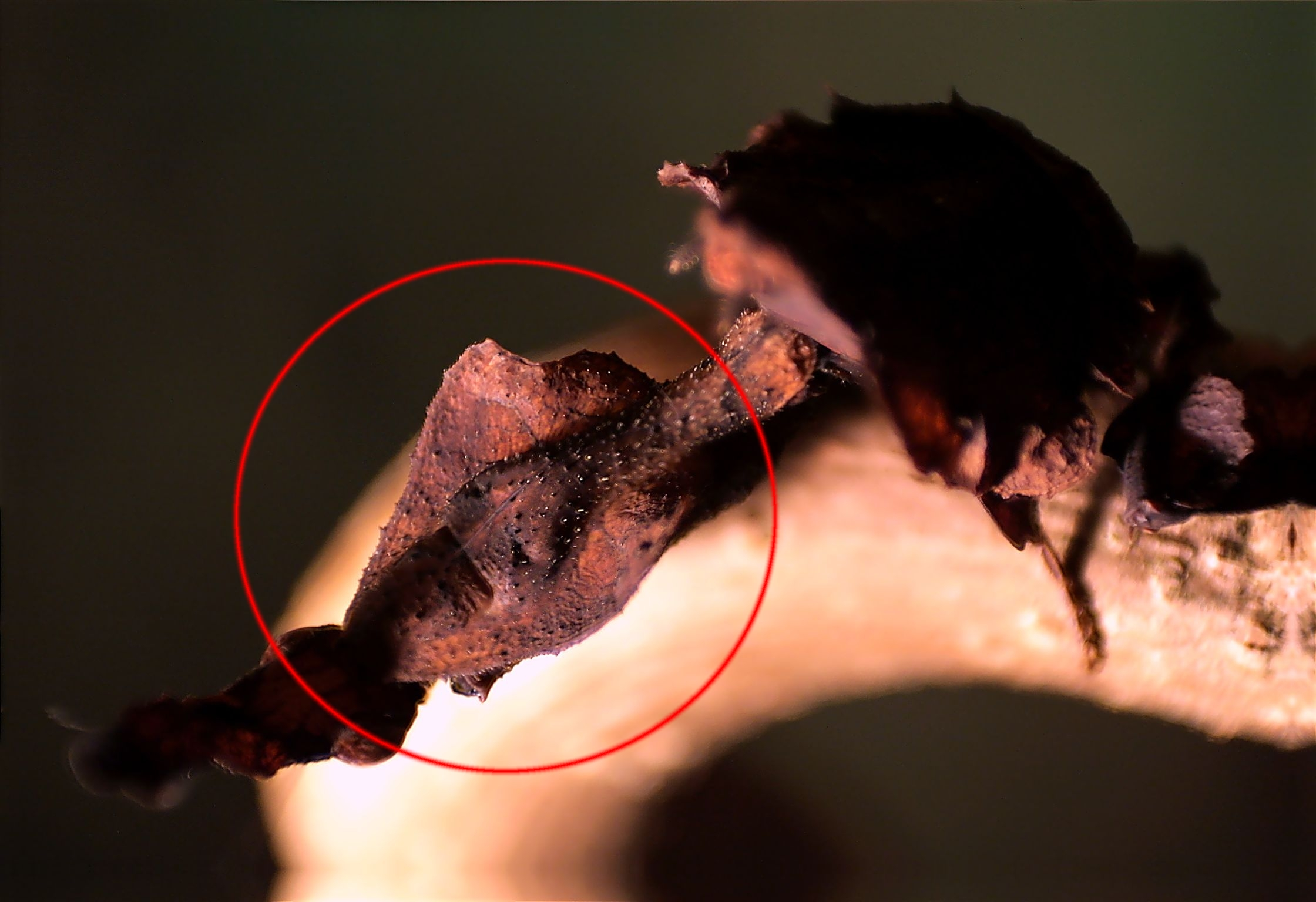
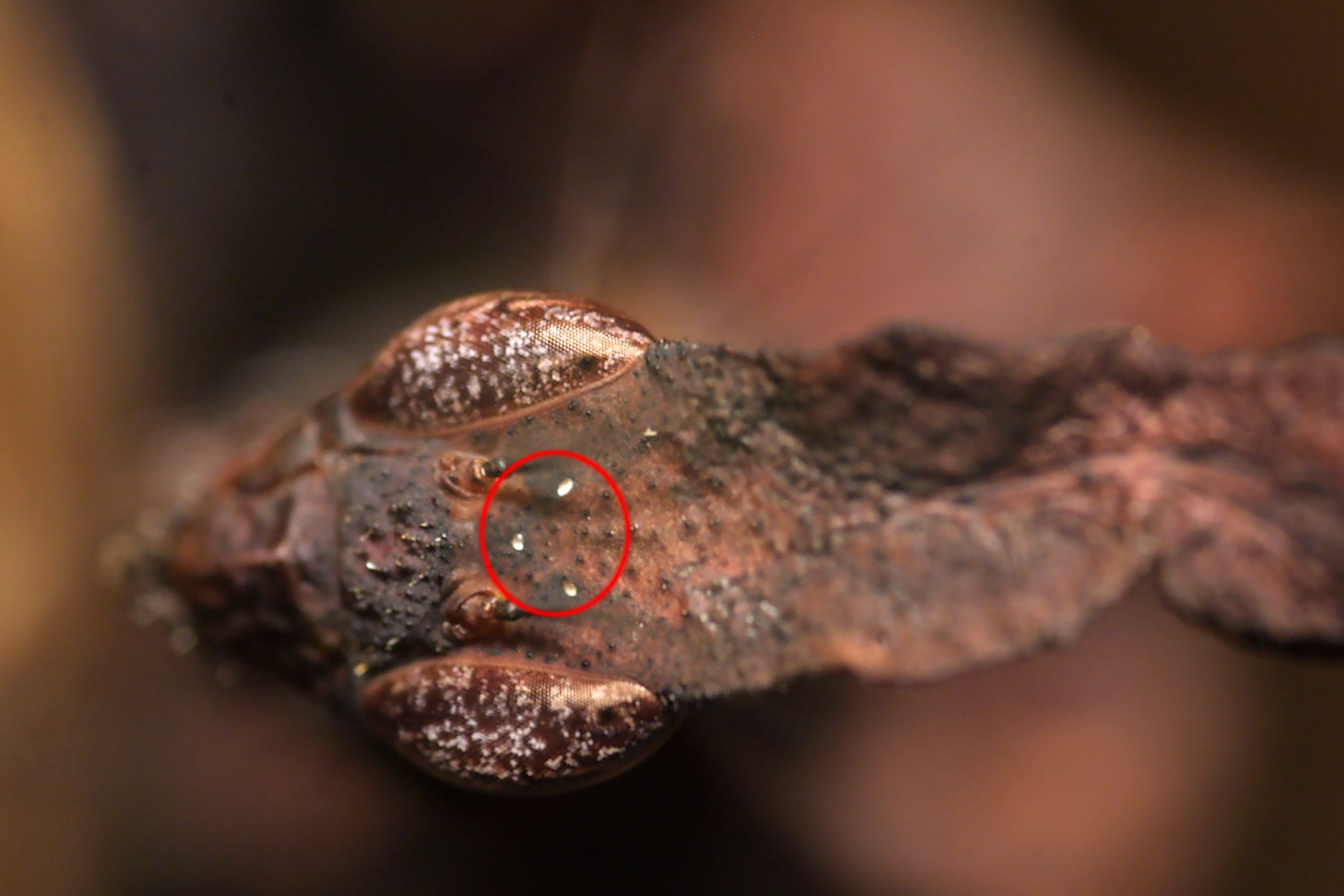